# Khỉ nhện đuôi bông
Khỉ nhện đuôi bông, danh pháp hai phần là Oreonax flavicauda, là một loài động vật có vú trong họ Atelidae, bộ Linh trưởng. Loài này được Humboldt mô tả năm 1812.

## Hình ảnh

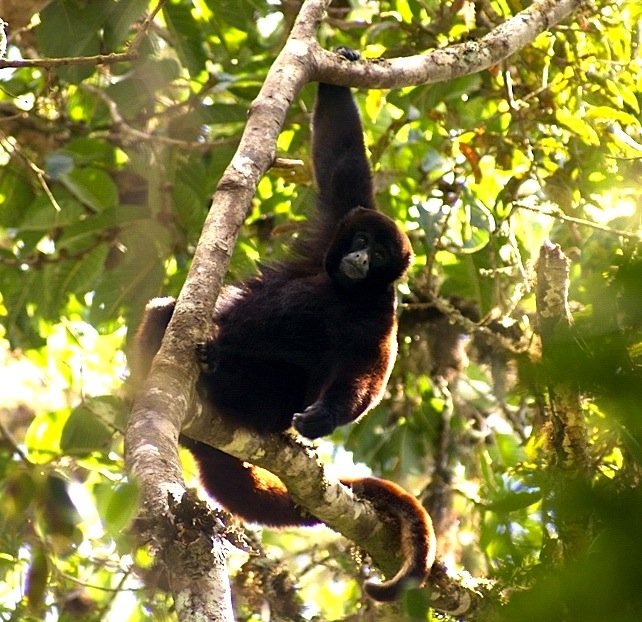
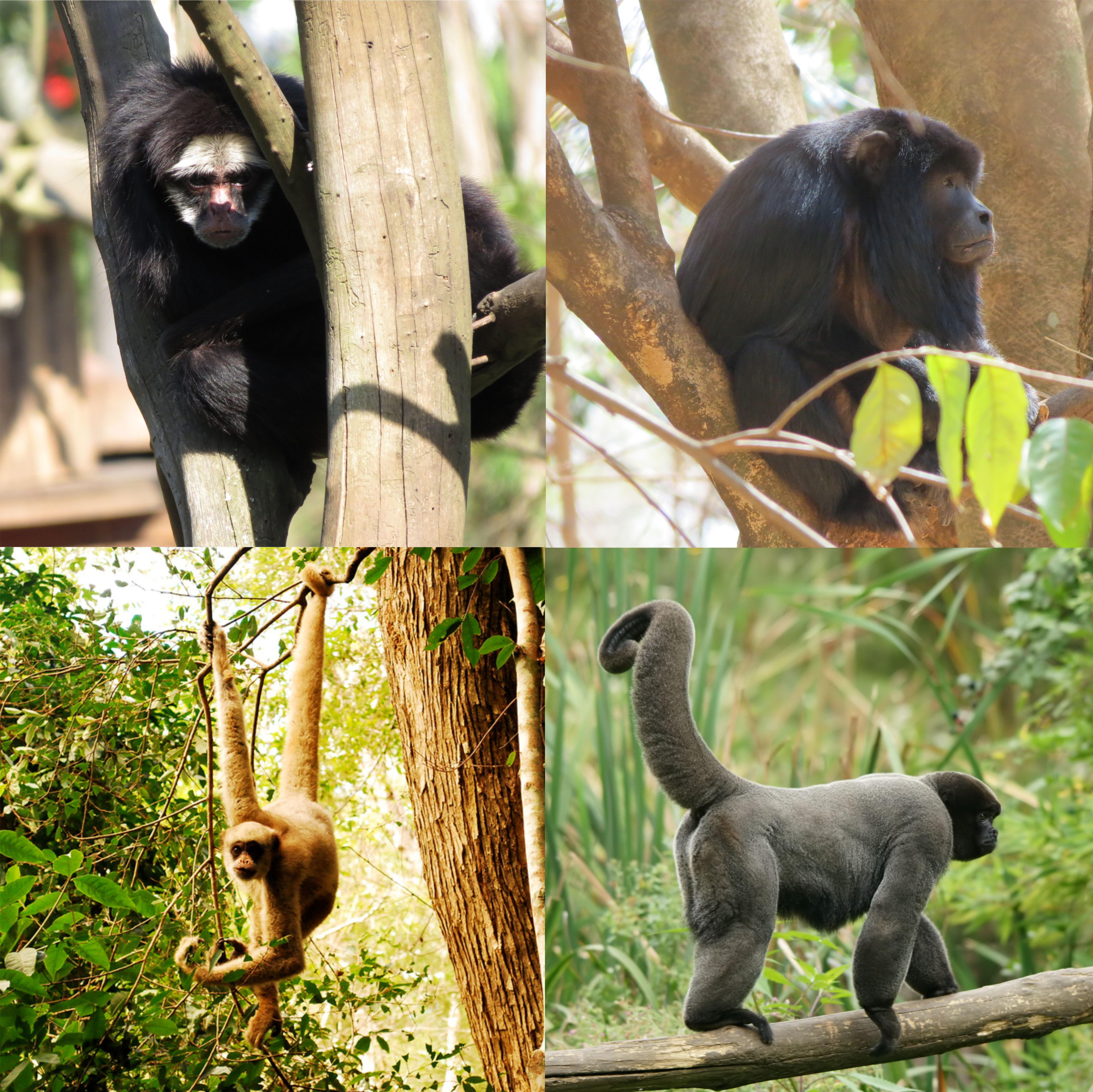
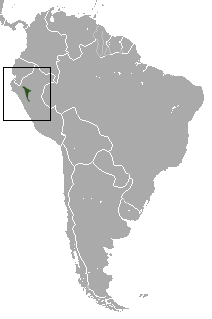